# Коуи, Леннокс
Леннокс Коуи (англ. Lennox Cowie, род. 18 октября 1950, Великобритания) — британский и американский астроном. Работает в институте астрономии Гавайского университета.

## Биография
Родился 15 октября 1950 года в Великобритании. Окончил Эдинбургский университет в 1970 году, получив диплом бакалавра по математической физике. Поступил в аспирантуру в Гарвардский университет, по окончании которой в 1976 году получил диплом доктора философии по теоретической физике. Далее работал в Принстонском университете до 1981 года. В 1981 году получил должность ассоциированного профессора в Массачусетском технологическом институте. В 1984 года переходит на должность профессора в Университет Джонса Хопкинса. C 1986 по 1997 занимал должность заместителя директора в институте астрономии Гавайского университета. С 1997 года работает там же на должности астронома.

## Членство в академиях
- Американское физическое общество (с 1991)
- Королевское астрономическое общество
- Американское астрономическое общество
- Международный астрономический союз
- Лондонское королевское общество (с 2004)

## Награды
- 1983—1985  — Стипендия Слоуна
- 1984 — премия Барта Бока, Гарвардский университет[1]
- 1985 — премия Хелены Уорнер, Американское астрономическое общество[2]
- 1997 — медаль регентов, Гавайский университет[3]
- 2009 — премия Дэнни Хайнемана в области астрофизики, Американское астрономическое общество[4]